# Edward Thurlow, 1:e baron Thurlow

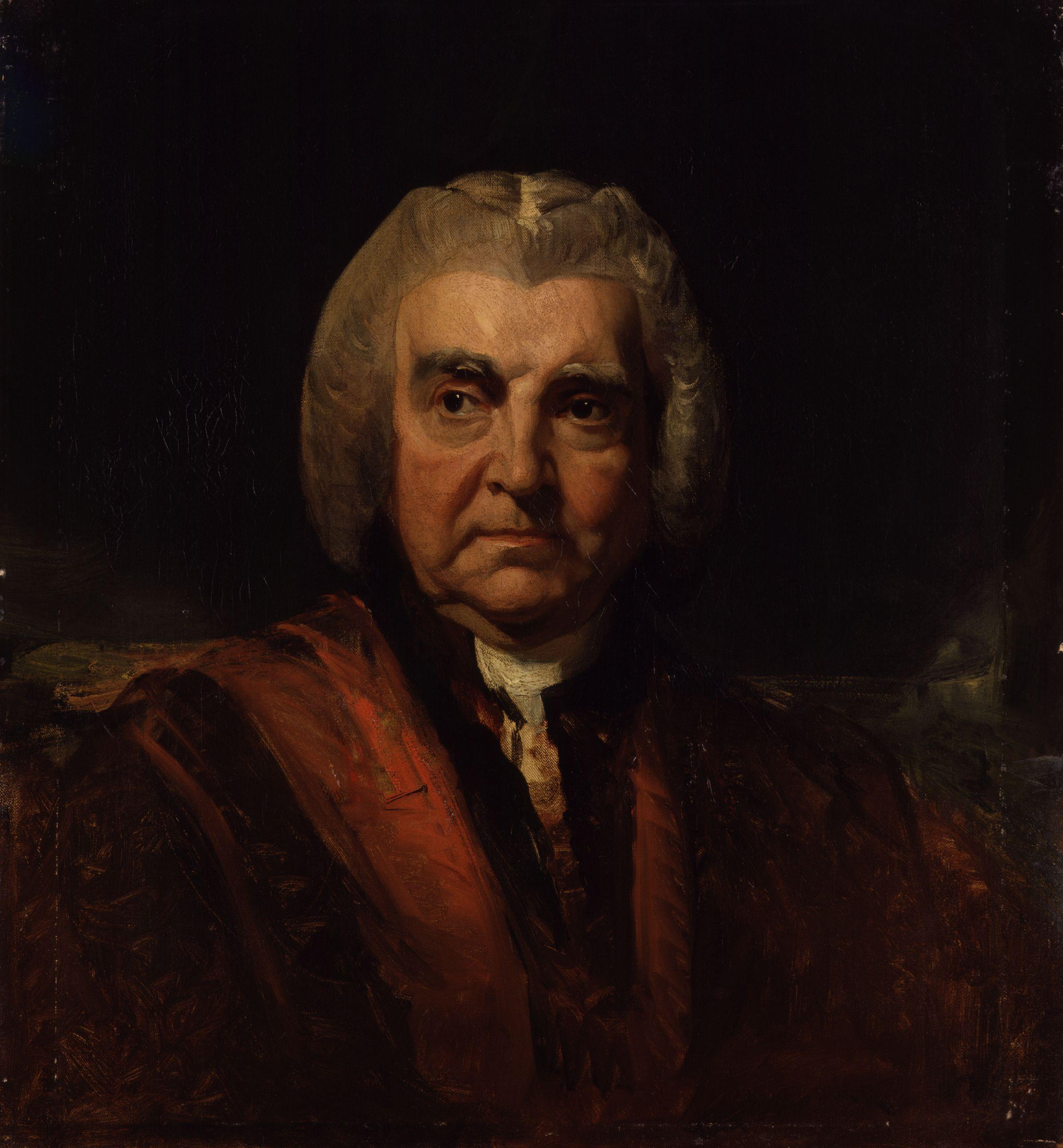
Edward Thurlow, 1:e baron Thurlow, målad av sir Thomas Lawrence.

Edward Thurlow, 1:e baron Thurlow, född den 9 december 1731 i Bracon Ash, Norfolk, död den 12 september 1806 i Brighton, var en engelsk jurist.
Thurlow blev 1754 advokat och 1768 ledamot av underhuset, där han tillhörde torypartiet. År 1770 blev han solicitor general, 1771 attorney general och 1778 lordkansler samt upphöjdes samtidigt till peer (baron Thurlow av Ashfield). Redan i underhuset hade han gjort sig bemärkt som våldsam reaktionär, och i överhuset motverkade han med diktatorisk myndighet de flesta reformförslag. Under koalitionsministären Fox-North (april-december 1783) ledde han oppositionen. Pitt gjorde honom ånyo till lordkansler, men han började snart intrigera mot denne, och Pitt lyckades i juni 1792 få honom entledigad, varefter han drog sig tillbaka från det politiska livet.